# Tabu (film 1987)
Tabu – polski film psychologiczny w reżyserii Andrzeja Barańskiego z 1987 roku. Film został nakręcony na podstawie powieści Tabu Timo Mukka.

## Obsada
- Grażyna Szapołowska – matka Milki
- Bernadetta Machała-Krzemińska – Milka
- Bronisław Pawlik – organista
- Krzysztof Gosztyła – Krystian
- Zofia Merle – sklepikarka, matka Stefka
- Olaf Lubaszenko – Stefek

## Nagrody i nominacje
- 1988 – nagroda za drugoplanową rolę męską dla Bronisława Pawlika na Festiwalu Polskich Filmów Fabularnych w Gdyni[1]